# استنساخ علاجي

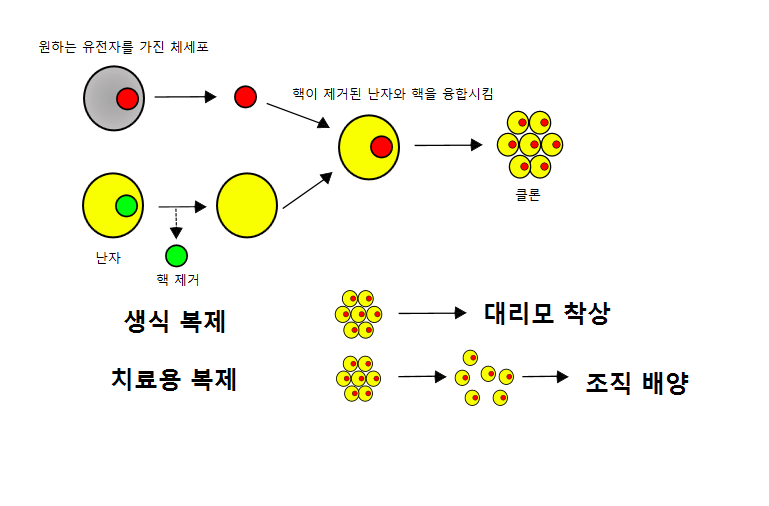

نشرت مجلة(سينتفيك أمريكان) مؤخرا مقالا مثيرا بعنوان (أول جنين مستنسخ) يدور حول استنساخ أجنة بشرية في مراحلها المبكرة. وهذه الأجنة تتولد من البويضات بطريقة يطلق عليها الاستنساخ العلاجي استنساخ علاجي. وهذه العملية تتم من خلال تقنية تكنولوجيا الخلية المتطورة Advanced Cell Technology حيث استخدم العلماء تقنية النقل النووي nuclear transplantation الذي يعرف بالاستنساخ cloning. ويقول العالمان جوس سيبيلي ومايكل كارول إيزيللي بعد تلقيح الخلية المفرغة النواة شاهدا تحت الميكروسكوب كرات من خلايا منقسمة لاتري بالعين المجردة. وهذه تعتبر أول أجنة بشرية أنتجت وأستنسخت في أكتوبر عام 2001. ولما وصلت كل كرة لمرحلة الانقسام وصل عدد خلاياها 100 خلية بكل كرة جنينية. أطلق عليها بلاستوسستات (خلايا جنينية متحوصلة) كيسة أريمية. وهي عبارة عن أجنة في مراحلها الأولي المبكرة. ويهدف العالمان استخلاص خلايا جذعية بشرية من هذه الأجنة المبكرة. وزراعتها لتنتج الأعصاب والأعضاء والأنسجة الحيوية. وهذه الخلايا الجذعية البشرية human stem cells ستكون في بنوك لإنتاج الأعضاء وقطع الغيار البشرية. ولسوء الحظ أحد هذه الأجنة في تجربة مثيرة انقسم لمرحلة ست خلايا وتوقف نموه.لكن هذه الخطوة الرائدة تعتبر فجرا جديدا بالطب والعلاج الاستنساخي. لأن العالمين استطاعا حث هذه البويضات البشرية كهربائيا للانقسام دون التلقيح بالحيوانات المنوية وإنتاج كرات (العلقة) من الأجنة بدون النطفة.
فالاستنساخ العلاجي يستهدف استعمال مادة جينية من خلايا المريض نفسه لإنتاج خلايا جزر البنكرياس لعلاج السكر أو خلايا عصبية لإصلاح العمود الفقري التالف. وهو غير الاستنساخ التكاثري reproductive cloningالذي يستهدف إدخال وزراعة جنين مستنسخ في رحم امرأة لولادة طفل مستنسخ. وهذه التقنية التي تتبع في هذا الاستنساخ التكاثري تمثل مخاطرة للأم الحاضن للجنين. كما تشكل خطورة علي الجنين نفسه. لهذا أكثر علماء الاستنساخ يعارضون فكرة الاستنساخ البشري التكاثري. لكن الاستنساخ العلاجي يجد قبولا لدي كثيرين من العلماء ورجال الدين. لأنه لايقتل أجنة كاملة النمو ولايمس الموروث الجيني للبشر كما خلقه الله أو يتلاعب في مورثاته التي ميزتنا وجعلتنا بشرا. وكان العالمان قد استشارا علماء الأخلاق والاجتماع لإجراء تجاربهما حتي لايقعا في محاذير دينية أوأخلاقية لاستنساخهما أجنة بشرية.
وكانت الخطوة التالية اختيار امرأة ترغب في التبرع ببويضات تستعمل في عملية الاستنساخ واختيار أشخاص راغبين في التبرع بخلاياهم لاستنساخها. وهذه الخلايا الجسدية تؤخذ عادة من الجلد. وقد تبدو هذه العملية الاستنساخية سهلة. إلا أنها تعتمد علي عدة عوامل صغيرة لا يفهم بعضها حتي الآن. لأن من أساسيات تقنية النقل النووي استخدام إبر دقيقة خاصة لشفط المادة الجينية من البويضة الناضجة لتفريغها من النواة. ثم حقن النواة المستخلصة من خلية المتبرع. وغالبا بقية خلية البويضة المفرغة من نواتها في ظروف خاصة قد تجعلها تنقسم بعد ذلك. كما أن البويضات والخلايا الجسدية تؤخذ من اشخاص معافين ليس لديهم أمراض. والمرأة المتبرعة ببويضاتها تحقن بهورمونات أنثوية لتعطي عشر بوبضات في الحيض الواحد بدلا من 1-2 بويضة في الحالات العادية. كما أن الخلية الجسدية (الفيبروبلاست fibroblast) البالغة تؤخذ من الجلد عندما تبدأ في الانقسام.

## مصدر
كتاب منظومة الحياة - أحمد محمد عوف.